# تئاتر اوفارل برادران میتچل
تئاتر اوفارل برادران میتچل (به انگلیسی: Mitchell Brothers O'Farrell Theatre)، یک کلوپ برهنگی در خیابان اوفارل، محله تندرلایون، سانفرانسیسکو، توسط جیم و آرتی میتچل در سال ۱۹۶۹ تأسیس شد. مدیر فعلی کلوپ برادران میتچل اوفارل در اختیار دختر جیم میچل به نام متا میچل هست. تئاتر برادران میچل اوفارل همه روزه از ساعت 11:30 a.m صبح تا 2:30 a.m بامداد به جز یکشنبه از ساعت 6:30 p.m باز است. تا ساعت 2:30 a.m.

## سینمای فیلم‌های پورنو
تا پیش از اینکه برادران میتچل وارد ساخت سینما بشوند به تولید محتوای فیلم‌های پورنو ۱۵ دقیقه در ازای ۲۵ سنت می‌پرداختند. برادران میتچل با خرید یک گاراژ فروش ماشین‌های پونتیاک را خریدند و آن را تبدیل به سینما کرد که در آن فیلم‌های پورنو ۲۰ تا ۳۰ دقیقه‌ای به نمایش گذاشتند، نمایش فیلم‌های پورنو توسط سینمای برادران میتچل سبب اعتراض عمومی شد.

سه هفته پس از افتتاح سینما جیم میتچل که هنوز دانشجوی دانشگاه سانفرانسیسکو به اتهام تولید محتوای ناخوشایند دستگیر شد. برادران میتچل به مردم برای باز نگهداشتن سینما قول دادند که تا جایی که می‌توانند تلاش کنند. کندی وکیل مشهور که تا پیش از وکالت تیموتی لری، برناردین دوهرن، سزار چاوز و هوی نیوتون را بر عهده داشت وکالت برادران میتچل را پذیرفت. کندی با تأکید به اولین اصلاحیه قانون اساسی آمریکا با اقدام دستگیر کنندگان برادران میتچل مخالفت کرد. دفاع کندی سبب چالش قانون محتوای تولید ناخوشایند شد و سرانجام برادران میتچل پس از یک‌سال دادرسی تبرئه و آزاد شدند. کندی در دفاع از برادران میتچل اظهار داشت :

ارزش اجتماعی فیلم‌های پورنو این است که هنر وادبیات در برابر سانسور محافظت می‌کند، فیلم‌های پورنو را به هیچ عنوان نمی‌توان سانسور کرد همین مزیت آن را تبدیل به محافظی برای هنر و ادبیات تبدیل کرده‌است .

اولین تلاش مجدد برادران میتچل، ساخت اولین فیلم بلند پورنو با نام پشت در سبز در سال ۱۹۷۲ انجام گرفت. این فیلم پس از رسوایی جنسی فیلم آخرین تانگو در پاریس ساخته شد. این فیلم با هزینه حدود ۶۰۰۰۰ دلار ساخته شد ولی رهاوردی با بیش از دو میلیون فروش داشت. ورودیه سینما در اوایل دهه ۷۰ میلادی ۵ سنت برای هر فیلم بود به خاطر همین در میان به سینمای ۵ سنتی معروف شد. در سانس نیمه شب سینما فیلم‌های سبک وودیل به نمایش درمی‌آمد. زنان در زمان پخش قطعه‌های موسیقی به وجد می‌آمدند به همراه آهنگ می‌رقصیدند. مخاطبان عمومی سینما عمدتاً جوانان بودند که پیش از ورود به سینما مشروبات الکلی و ماری‌جوانا استعمال می‌کردند البته پلیس سینما را همیشه زیر نظر داشت تا اتفاقی در سینما رخ ندهد.

## کلوپ برهنگی
در نیمه دوم دهه ۷۰ همه‌چیز به یکباره تغییر کرد دیگر مخاطبان فیلم‌های پورنو از سینما دنبال نمی‌کردند فروش ویدپو کلوپ‌ها رونق گرفت و همین‌طور کسب وکار برادران میتچل از رونق افتاد. برادران میتچل به پیشنهاد وینسنت استانیچ سه اتاق مخصوص را ایجاد کردند در این اتاق‌ها سلول‌های شیشه‌ای قرار داشت رقصنده‌های شهوانی در درون این سلول‌های شیشه‌ای به رقص و اعمال جنسی می‌پرداختند. ابتدا میان مخاطبان و رقصنده‌ها شیشه حائل بود ولی شیشه از غرفه‌ها برداشته شد و مشتریان می‌توانستند رقصنده‌ها را لمس بدنی نمایند یا حتی بتوانند رقصنده‌ها را برهنه نمایند.
رقصنده‌ها در اتاقک در سه مرحله آهنگ کاملاً برهنه می‌شدند. عده از رقصنده‌ها که روی استیج برهنه نمی‌شدند رو به روی مشتری بدن برهنه خود را قرار می‌دادند تا مشتری بتواند با سینه‌های رقصنده بازی کند یا به باسن رقصنده سیلی ترکی بزند. این نوع رقص مورد توجه مخاطبان قرار گرفت سبب شکل‌گیری صف‌های طولانی برای حضور در کلوپ شد. در سال ۲۰۰۶ به حکم کمیسیون وضعیت زنان در سانفرانسیکو، تمام اتاقک‌های خصوصی به دلیل نگرانی از تجاوزات جنسی تعطیل شد.

## جنجال‌ها
رقص برهنه رو به روی مخاطب در ژوئیه ۱۹۸۰ دوباره برادران میتچل به دردسر انداخت به طوریکه پانزده افسر پلیس به کلوپ حمله کردند تعدادی از رقاصان برهنه و خوانندگان را دستگیر کرد. جیم میتچل در پاسخ به دستگیری تعدادی از کارکنان در یک کنفرانس خبری اظهار داشت :

ما اعتقاد داریم که چیزی نمایش می‌دهیم کاملاً قانونی است و نوازش سینه‌های رقاصان مصداق فحشا نیست

در جریان دادرسی رقصنده‌های کلوپ برادران میتچل اتهام تجاوز سه رقصنده احراز شد که دو نفر آن‌ها تبرئه شدند و یک نفر رقاص محکوم شد ولی برای برادران میتچل و کلوپ آن‌ها اتفاقی نیفتاد. پس از این ماجرا دنیس رابرتز نماینده وکیل میتچل، قانونی را با نام قانون متهمان اقدام‌کننده به فعل مجرمانه که در این قانون افرادی که به آن‌ها تعدی شده بلافاصله می‌توانند متعدیان شکایت کنند به این وسیله اعتبار و آبروی کلوپ میتچل حفظ شد.
در فوریه ۱۹۹۱ جیمی میتچل برادر خود آرتی میتچل را به ضرب گلوله تفنگی که از پدرش به ارث برده بود کشت. وی در زمان قتل برادرش ماده مخدر شیشه مصرف کرده بود وی در سال ۱۹۹۶ بنیاد آرتی را برای ترک معتادان به ماده شیشه را ایجاد کرد.

## جنجال دستمزد رقصندگان
تا پیش سال ۱۹۸۰ میزان دستمزد به رقصنده‌های برهنه بستگی به نظر صاحبان کلوپ داشت ولی از سال ۱۹۸۰ حداقل دستمزد تعیین شده توسط دولت فدرال به عنوان حق‌الزحمه رقصنده‌ها تعیین شد. از سال ۱۹۸۸ دادن دستمزد به رقصنده‌های برهنه به یک شرکت تابعی به نام شرکت راهنمای رقاصان بین‌المللی Dancers Guild International واگذار کنند این شرکت حداقل دستمزد را برای ۸ ساعت کار ۳۰۰ دلار تعیین کرد.
در سال ۱۹۹۸ رقاصان سیاست طبقه‌بندی دستمزد در کلوپ برادران میتچل را غیرمنصفانه و غیرقانونی دانستند و آلن ویکری و جنیفر بریس به نمایندگی از رقاصان برهنه از شرکت (DGI) شکایت کردند و در نهایت شرکت (DGI) مجبور به بازپرداخت ۲۸۵۰۰۰۰ دلار به رقاصان شد.